# Guides Nagel

Les Encyclopédies de Voyage Nagel, ou Guides Nagel sont une collection de guides touristiques qui a été créée par Louis Nagel (1908-1997) et éditée par les Éditions Nagel. Ces guides érudits comprennent de nombreux itinéraires, de remarquables descriptions de sites ainsi que des renseignements pratiques en fin de volume. Le catalogue visait à un certain universalisme, puisque l'éditeur fut le premier à éditer un guide touristique sur la Lune, 175e titre de la collection. 

## Historique
Les premiers guides parurent au début des années 1950. La collection, après avoir couvert l'Europe, s'élargit à des destinations peu fréquentées et donc peu, ou pas, couvertes par les autres éditeurs de guides de voyages à l'époque : par exemple figuraient, en 1975, au catalogue la Chine, Chypre, l'Iran, l'Islande, le Groenland, en 1979 on y trouvait aussi la Bolivie, les Émirats arabes du Golfe etc. Le terme d'encyclopédie n'était pas usurpé, le guide sur le Japon comporte 1120 pages,  celui sur Chine 1568 pages. Ce dernier comble d'ailleurs une lacune, puisqu’aucun guide de voyage n'avait été publié sur ce pays depuis les guides Madrolle Chine du Nord et Chine du Sud du début du XXe siècle. Les ouvrages paraissaient principalement en trois langues : français, anglais et allemand. En 1971, l'éditeur indiquait dans une présentation de sa maison d'édition : "À ce jour 175 titres parus en 7 langues font de cet ensemble la plus importante des collections d'encyclopédies de voyage touristique du monde" 1.
Les guides se caractérisaient par une présentation sobre et élégante. Les premiers titres de la collection avaient une couverture bleu marine, puis les suivanst parurent avec une couverture cartonnée rouge et une jaquette rouge et blanche, ainsi qu'un étui de protection. Les guides Nagel ne contenaient pas d'illustrations (sauf pour le guide sur la Lune) et leur cible était, selon les souhaits de l'éditeur, « le grand public humaniste ».
En début de chaque ouvrage, la « Note de l'éditeur » conclut invariablement par la phrase : « Rappelons pour terminer que les Encyclopédies de Voyage Nagel ne retiennent aucune publicité, sous quelque forme que ce soit : c'est assez dire que les informations présentées le sont en toute objectivité. »
Les Guides Nagel ne sont plus édités aujourd'hui, les éditions Nagel ayant été mises en liquidation peu de temps avant le décès de Louis Nagel. Ces guides de voyages restent des témoins intéressants du tourisme dans la seconde moitié du XXe siècle.
Il manque à ce jour une bibliographie sur cette collection de guides de voyage. Le catalogue en ligne de la BNF donne un aperçu de l'amplitude de la collection.
À Paris, la Bibliothèque du tourisme et des voyages Germaine Tillion, possède un important fonds de guides Nagel facilement accessible.